# SUEK
SUEK (Russisch: Сиби́рская у́гольная энергети́ческая компа́ния (СУЭК), Siberisch kolen energiebedrijf) is het grootste steenkoolbedrijf van Rusland.
Dit bedrijf werd in 2001 opgericht, waarna het in 2006 Ruslands grootste exporteur van steenkool is geworden.
Oprichter en eigenaar is de Russische zakenman Andrey Melnichenko, hij bezit 92,2% van SUEK. Vladimir Rashevsky is algemeen directeur.
Het bedrijf heeft meerdere dagbouw en mijnbouw locaties in bezit.